# Eleições autárquicas de 2009 em Odivelas
As eleições autárquicas de 2009 serviram para eleger os membros dos diferentes órgãos do poder local no concelho de Odivelas.
Susana Amador, presidente da câmara pelo Partido Socialista, foi reeleita, ao obter 37,6% dos votos e 5 vereadores, apesar de uma forte votação na coligação de centro-direita.
A coligação entre PSD, CDS, PPM e MPT apresentou Hernâni Carvalho como seu candidato e, apesar de ter tido um bom resultado ao conquistar 35,7% dos votos e 4 vereadores, não conquistou a câmara aos socialistas por pouco mais de 1200 votos de diferença.
Por fim, destacar os 20,2% dos votos e 2 vereadores obtidos pela Coligação Democrática Unitária e não eleição de um vereador por parte do Bloco de Esquerda.

## Resultados Oficiais
Os resultados para os diferentes órgãos do poder local no concelho de Odivelas foram os seguintes:

### Câmara Municipal
| Partido                 | Partido                        | Votos   | %               | +/-  | Vereadores | +/-     |
| ----------------------- | ------------------------------ | ------- | --------------- | ---- | ---------- | ------- |
|                         | Partido Socialista             | 23 937  | 37,61 / 100,00  | 6,71 | 5 / 11     | 1       |
|                         | PSD-CDS-PPM-MPT                | 22 747  | 35,74 / 100,00  | -    | 4 / 11     | -       |
|                         | Coligação Democrática Unitária | 12 838  | 20,17 / 100,00  | 7,39 | 2 / 11     | 2       |
|                         | Bloco de Esquerda              | 2 396   | 3,76 / 100,00   | 2,21 | 0 / 11     | Estável |
| Votos Inválidos         | Votos Inválidos                | 1 729   | 2,71 / 100,00   | 3,60 |            |         |
| Total                   | Total                          | 63 647  | 100,00 / 100,00 |      | 11 / 11    |         |
| Eleitorado/Participação | Eleitorado/Participação        | 117 068 | 54,37 / 100,00  | 0,91 |            |         |

### Assembleia Municipal
| Partido                 | Partido                        | Votos   | %               | +/-  | Deputados | +/- |
| ----------------------- | ------------------------------ | ------- | --------------- | ---- | --------- | --- |
|                         | Partido Socialista             | 22 989  | 36,12 / 100,00  | 5,40 | 13 / 33   | 2   |
|                         | PSD-CDS-PPM-MPT                | 22 149  | 34,80 / 100,00  | -    | 12 / 33   | -   |
|                         | Coligação Democrática Unitária | 13 488  | 21,19 / 100,00  | 5,00 | 7 / 33    | 3   |
|                         | Bloco de Esquerda              | 3 130   | 4,92 / 100,00   | 2,53 | 1 / 33    | 1   |
| Votos Inválidos         | Votos Inválidos                | 1 889   | 2,97 / 100,00   | 3,67 |           |     |
| Total                   | Total                          | 63 645  | 100,00 / 100,00 |      | 33 / 33   |     |
| Eleitorado/Participação | Eleitorado/Participação        | 117 068 | 54,37 / 100,00  | 0,92 |           |     |

### Juntas de Freguesia
| Partido                 | Partido                        | Votos   | %               | +/-  | Presidentes | +/-     | Mandatos  | +/- |
| ----------------------- | ------------------------------ | ------- | --------------- | ---- | ----------- | ------- | --------- | --- |
|                         | Partido Socialista             | 22 494  | 35,34 / 100,00  | 5,66 | 4 / 7       | Estável | 40 / 101  | 4   |
|                         | PSD-CDS-PPM-MPT                | 21 164  | 33,25 / 100,00  | -    | 1 / 7       | -       | 35 / 101  | -   |
|                         | Coligação Democrática Unitária | 15 179  | 23,85 / 100,00  | 3,93 | 2 / 7       | Estável | 24 / 101  | 10  |
|                         | Bloco de Esquerda              | 2 863   | 4,50 / 100,00   | 1,57 | 0 / 7       | Estável | 2 / 101   | 1   |
| Votos Inválidos         | Votos Inválidos                | 1 946   | 3,06 / 100,00   | 3,33 |             |         |           |     |
| Total                   | Total                          | 63 646  | 100,00 / 100,00 |      | 7 / 7       |         | 101 / 101 | 4   |
| Eleitorado/Participação | Eleitorado/Participação        | 117 068 | 54,37 / 100,00  | 0,89 |             |         |           |     |

## Resultados por Freguesia

### Câmara Municipal
| Freguesia             | %     | %                | %       | %    | Votantes |
| Freguesia             | PS    | PSD-CDS- PPM-MPT | PCP-PEV | BE   | Votantes |
| --------------------- | ----- | ---------------- | ------- | ---- | -------- |
| Caneças               | 34,99 | 34,08            | 24,48   | 3,07 | 5 347    |
| Famões                | 41,56 | 36,78            | 15,13   | 3,78 | 5 055    |
| Odivelas              | 38,65 | 36,90            | 18,47   | 3,28 | 25 420   |
| Olival Basto          | 44,32 | 32,09            | 17,07   | 4,54 | 2 730    |
| Pontinha              | 36,43 | 35,04            | 20,15   | 5,21 | 10 351   |
| Póvoa de Santo Adrião | 39,74 | 37,74            | 15,16   | 4,75 | 6 298    |
| Ramada                | 31,43 | 33,23            | 30,32   | 2,89 | 8 446    |
| Odivelas              | 37,61 | 35,74            | 20,17   | 3,76 | 63 647   |

### Assembleia Municipal
| Freguesia             | %     | %                | %       | %    | Votantes |
| Freguesia             | PS    | PSD-CDS- PPM-MPT | PCP-PEV | BE   | Votantes |
| --------------------- | ----- | ---------------- | ------- | ---- | -------- |
| Caneças               | 32,97 | 31,83            | 26,78   | 4,64 | 5 347    |
| Famões                | 40,73 | 34,96            | 16,26   | 4,81 | 5 055    |
| Odivelas              | 36,79 | 36,83            | 19,12   | 4,40 | 25 420   |
| Olival Basto          | 43,85 | 29,05            | 19,38   | 5,35 | 2 730    |
| Pontinha              | 35,60 | 33,60            | 21,30   | 6,31 | 10 351   |
| Póvoa de Santo Adrião | 38,28 | 35,96            | 16,80   | 5,99 | 6 296    |
| Ramada                | 30,56 | 32,95            | 29,87   | 4,08 | 8 446    |
| Odivelas              | 36,12 | 34,80            | 21,19   | 4,92 | 63 645   |

### Juntas de Freguesia
| Freguesia             | 2005-2009 | 2005-2009                      | 2005-2009      | 2009-2013 | 2009-2013                      | 2009-2013      |
| --------------------- | --------- | ------------------------------ | -------------- | --------- | ------------------------------ | -------------- |
| Caneças               |           | Coligação Democrática Unitária | 35,36 / 100,00 |           | Coligação Democrática Unitária | 36,53 / 100,00 |
| Famões                |           | Partido Socialista             | 37,87 / 100,00 |           | Partido Socialista             | 42,47 / 100,00 |
| Odivelas              |           | Partido Socialista             | 29,49 / 100,00 |           | PSD-CDS-PPM-MPT                | 36,53 / 100,00 |
| Olival Basto          |           | Partido Socialista             | 41,98 / 100,00 |           | Partido Socialista             | 45,71 / 100,00 |
| Pontinha              |           | Partido Socialista             | 34,45 / 100,00 |           | Partido Socialista             | 34,99 / 100,00 |
| Póvoa de Santo Adrião |           | Partido Social Democrata       | 28,79 / 100,00 |           | Partido Socialista             | 37,20 / 100,00 |
| Ramada                |           | Coligação Democrática Unitária | 45,18 / 100,00 |           | Coligação Democrática Unitária | 37,25 / 100,00 |